# Enytus ericeti
Enytus ericeti är en stekelart som först beskrevs av Horstmann 1980.  Enytus ericeti ingår i släktet Enytus och familjen brokparasitsteklar. Inga underarter finns listade i Catalogue of Life.